# Iermaki
Iermaki (en rus: Ермаки) és un poble de l'óblast de Sverdlovsk, a Rússia, segons el cens del 2010 tenia 67 habitants.